# Kirchderne
Kirchderne ist der Statistische Bezirk 23 und zugleich ein nordöstlicher Stadtteil der kreisfreien Großstadt Dortmund. Er liegt im Stadtbezirk Scharnhorst.

## Geographie
Der Ort liegt etwa sechs Kilometer nordöstlich der Dortmunder Innenstadt. Heute wird der ländlich geprägte Ort durch die Bundesstraße 236 in zwei Siedlungsbereiche geteilt.
Im größeren westlichen Siedlungsbereich befinden sich überwiegend Ein- und Zweifamilienhäuser, sowie die zwischen der Derner Straße und dem Bahndamm der Linie U42 gelegene Hochhaussiedlung.
Im kleineren östlichen Siedlungsbereich befinden sich hingegen überwiegend kleinere Mehrfamilienhäuser, sowie Zechenhäuser.

## Geschichte
Kirchderne wurde erstmals 1147 mit in Therne ecclesiam im Urkundenbuch St. Severin erwähnt. 1161 wurde der Ort de ecclesia Derne, 1189 parrochia Derne und 1270 curtim Cumpe apud Derne scitam urkundlich genannt. 1346 wird der Ort im Volmarsteiner Lehnsregister geführt und 1355 im Urkundenbuch des Klosters Clarenberg erwähnt. Ab 1705 erscheint erstmals der heutige Ortsname Kirchderne.
Kirchderne gehörte im Spätmittelalter und der Frühen Neuzeit mit eigener Bauerschaft (Kerckdern) und Kirchspiel im Amt Lünen (historisch) zur Grafschaft Mark. Laut dem Schatzbuch der Grafschaft Mark von 1486 hatten die 15 Steuerpflichtigen Hofbesitzer in der Bauerschaft zwischen 2 oirt und 6 Goldgulden an Abgabe zu leisten. Darunter bemerkenswert viele große Höfe mit Abgaben von 5 und 6 Goldgulden. Im Jahr 1705 waren in der Bauerschaft 8 Steuerpflichtige und im Dorf 19 Steuerpflichtige mit Abgaben an die Rentei Lünen im Kataster verzeichnet.
Die Deutung des Ortsnamens kann mit versteckte Stelle’ umschrieben werden. Es kann sich um Vegetation, etwa einen Baumbestand gehandelt haben, oder aber das leicht wellige Gelände um Kirchderne, das je nach Blickrichtung von außen den Ort verborgen haben mag.
Im 19. Jahrhundert war Kirchderne eine Landgemeinde im Landkreis Dortmund und Amt Lünen. 1885 hatte die Gemeinde (plus 6 Wohnplätze) eine Fläche von 5,40 km², davon 351 ha Ackerland, 36 ha Wiesen und 32 ha Holzungen. Es gab 82 Wohngebäude mit 109 Haushaltungen und 638 Einwohner.
Bis zur Industrialisierung war Kirchderne wie der Nachbarort Derne landwirtschaftlich geprägt. Nach dem Aufkommen der Montanindustrie lag Kirchderne im Schatten der südlich gelegenen Westfalenhütte und wurde im Norden durch die Zeche Gneisenau begrenzt. Ein Ehrenmal erinnert in Kirchderne an eine der größten Katastrophen im deutschen Bergbau. Bei einer Schlagwetterexplosion auf der Zeche Minister Stein starben am 11. Februar 1925 136 Bergleute.
Am 1. April 1928 wurde Kirchderne nach Dortmund eingemeindet.
Im Juni 1989 reiste Michail Gorbatschow nach Kirchderne, um die Westfalenhütte zu besuchen.

## Bevölkerung
Struktur der Kirchderner Bevölkerung:
- Bevölkerungsanteil der unter 18-Jährigen: 19,0 % [Dortmunder Durchschnitt: 16,2 % (2018)][9]
- Bevölkerungsanteil der mindestens 65-Jährigen: 20,3 % [Dortmunder Durchschnitt: 20,2 % (2018)][10]
- Ausländeranteil: 17,7 % [Dortmunder Durchschnitt: 22,3 % (2024)][11]
- Arbeitslosenquote: 9,6 % [Dortmunder Durchschnitt: 11,0 % (2017)][12]

Das durchschnittliche Einkommen in Kirchderne liegt etwa 20 % unter dem Dortmunder Durchschnitt.
| Jahr      | 1987 | 2003 | 2008 | 2010 | 2013 | 2016 | 2018 | 2020 | 2022 | 2023 | 2024 |
| --------- | ---- | ---- | ---- | ---- | ---- | ---- | ---- | ---- | ---- | ---- | ---- |
| Einwohner | 4011 | 4070 | 3893 | 3953 | 3994 | 4088 | 4074 | 4124 | 4018 | 4005 | 4010 |

## Religion

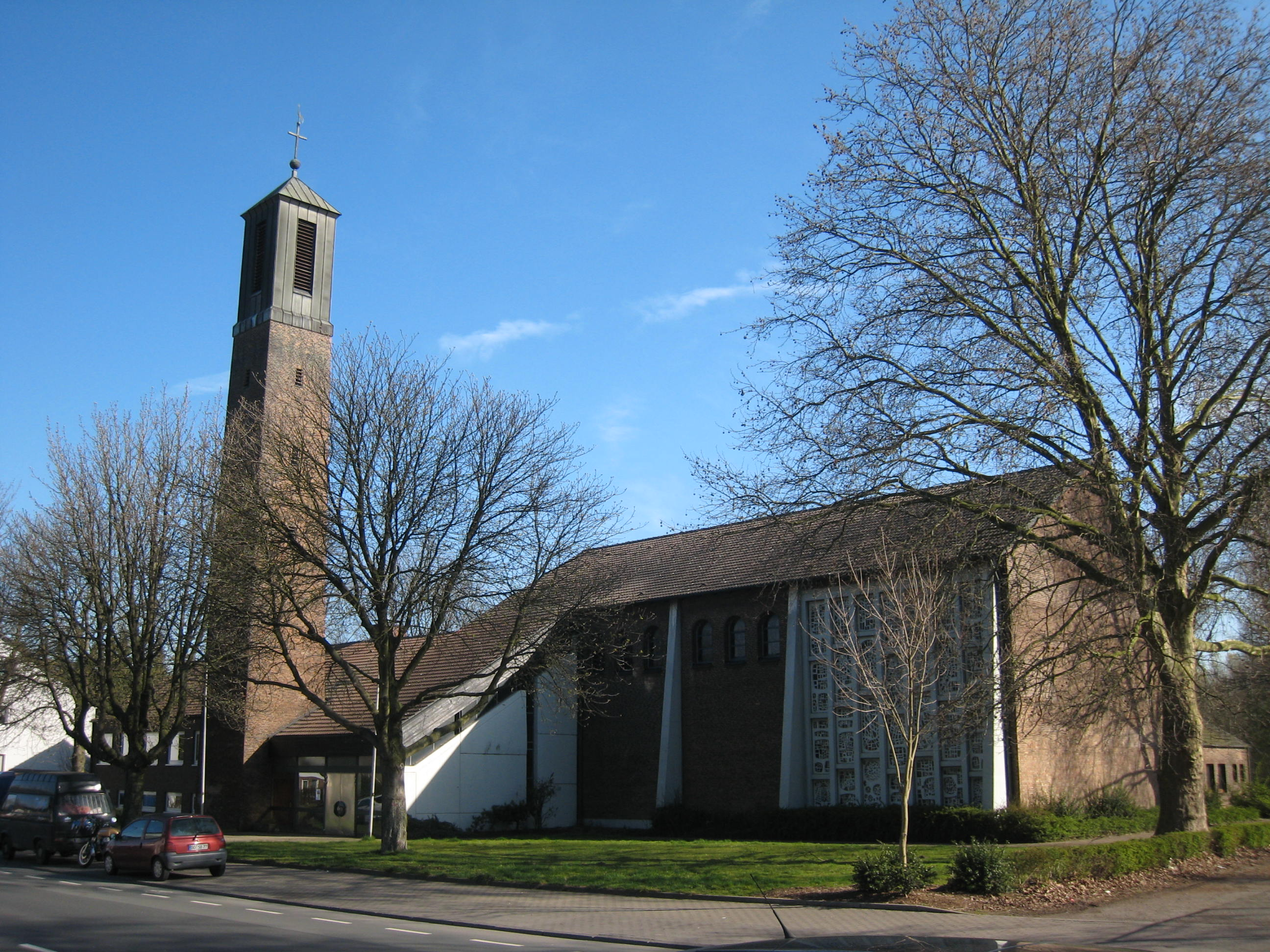
Katholische Kirche St. Bonifatius

Im Ortskern des Stadtteils findet sich die historische Dionysiuskirche, die erstmals am 6. August 1032 urkundlich erwähnt wurde.
Heute gibt es in Kirchderne drei Kirchengemeinden:
- Katholische Kirchengemeinde St. Bonifatius
- Evangelische Kirchengemeinde St. Dionysius Kirchderne
- Neuapostolische Kirche Kirchderne

## Verkehr

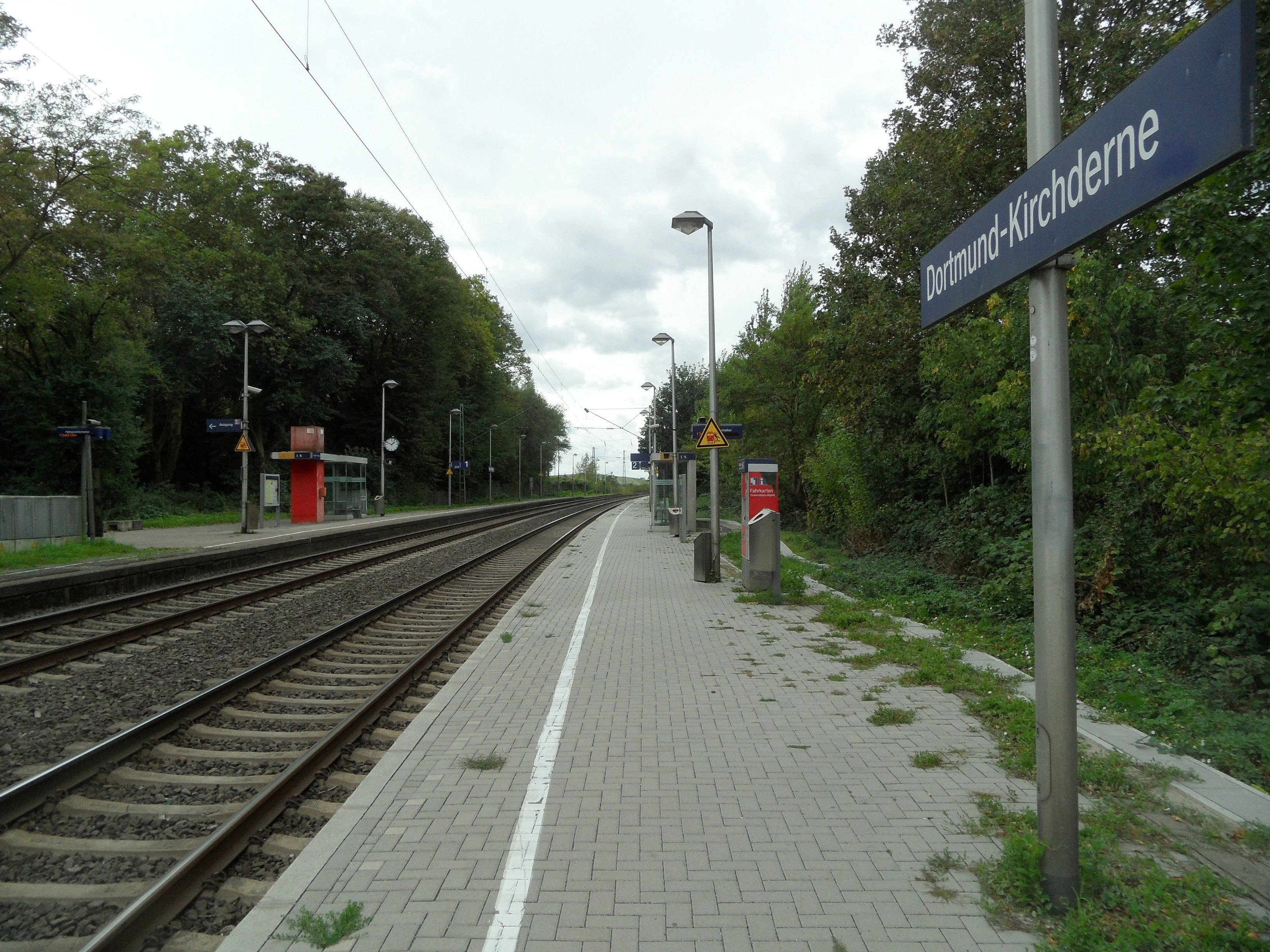
Haltepunkt Dortmund-Kirchderne

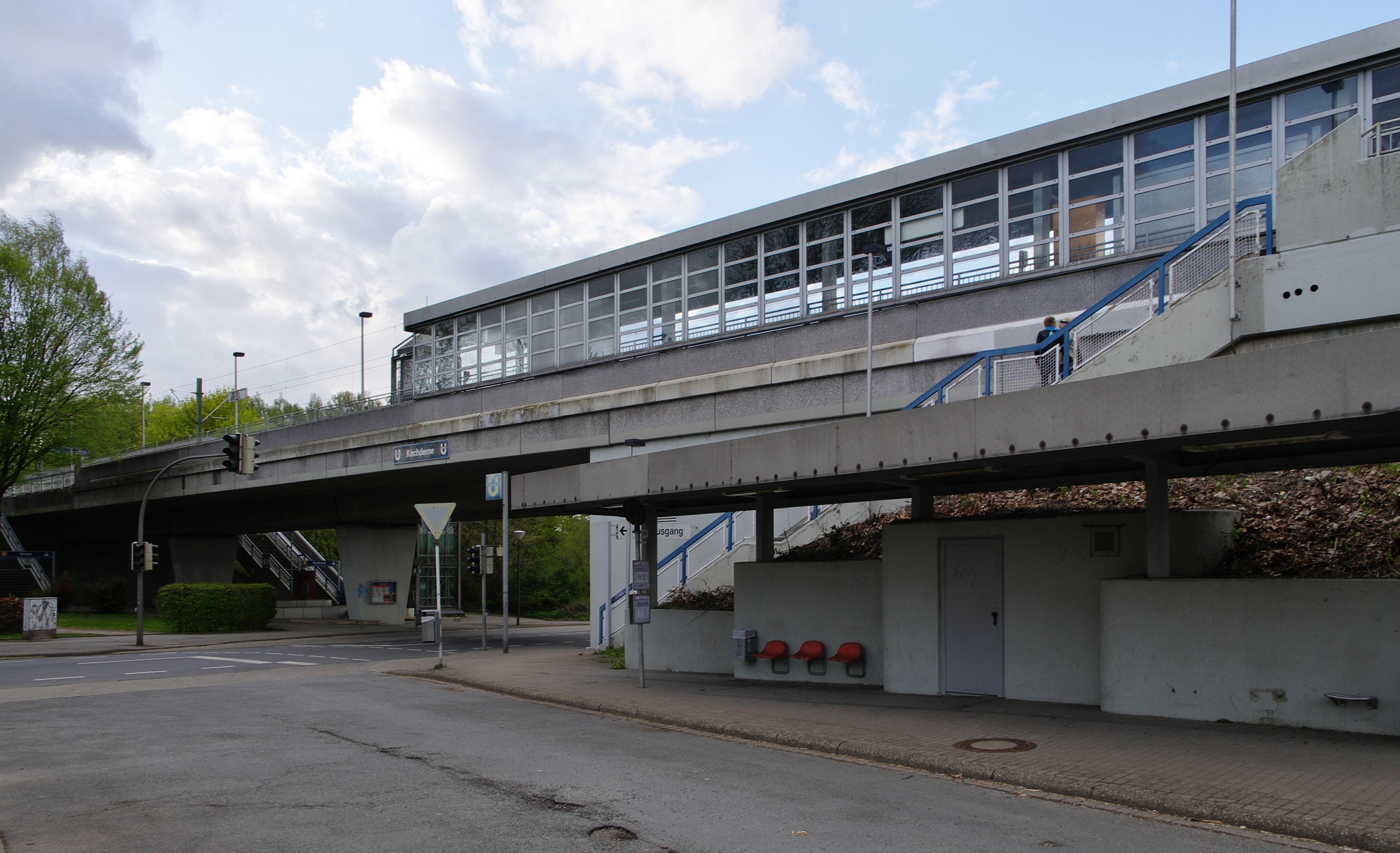
U-Bahnhof Kirchderne

An das Netz der Bahn ist Kirchderne über den Haltepunkt Dortmund-Kirchderne an der Bahnstrecke Dortmund–Gronau und mit der Verbindung Der Lüner (Dortmund–Münster) angebunden. Mit der Stadtbahnlinie U42 der DSW21 erreicht man in wenigen Minuten die Dortmunder Innenstadt. Eisenbahn und Stadtbahn kreuzen sich zwar im östlichen Teil Kirchdernes in der Karmschen Heide, besitzen dort aber keine Verknüpfung.
| Linie | Verlauf / Anmerkungen | Takt (Mo–Fr)                                      |
| ----- | --- | ------------------------------------------------- |
| RB 51 | Westmünsterland-Bahn: Dortmund Hbf – Dortmund-Kirchderne – Dortmund-Derne – Lünen-Preußen – Lünen Hbf – Bork (Westf) – Selm-Beifang – Selm – Lüdinghausen – Dülmen – Lette (Kr Coesfeld) – Coesfeld (Westf) – Rosendahl-Holtwick – Legden – Ahaus – Epe (Westf) – Gronau (Westf) – Glanerbrug – Enschede De Eschmarke – Enschede Stand: Fahrplanwechsel Dezember 2023 | 60 min 20/40 min (Dortmund–Lünen, nicht sonntags) |
|       | DO-Grevel – Droote – Scharnhorst Zentrum – Flughafenstraße – Gleiwitzstraße – Kirchderne – Franz-Zimmer-Siedlung – Schulte Rödding – Bauernkamp – An den Teichen – Burgholz – Eisenstraße – Glückaufstraße – U Brunnenstraße – U Brügmannplatz – U Reinoldikirche – U Stadtgarten – U Städtische Kliniken – U DO-Möllerbrücke – U Kreuzstraße – Theodor-Fliedner-Heim – An der Palmweide – Am Beilstück – Barop Parkhaus – Eierkampstraße – Harkortstraße – Hombruch Hallenbad – Dortmund, Grotenbachstraße Diese Linie verkehrt auf der Stammstrecke II | 10 min                                            |

## Sport
Das Team des Integrationssportclub Viktoria Dortmund-Kirchderne ist Gründungsmitglied der Blindenfußball-Bundesliga sowie Vize-Europacup Sieger 2007 im Torball.